# Vojkovice (okres Brno-venkov)
Vojkovice jsou obec v okrese Brno-venkov v Jihomoravském kraji. Leží v katastrálním území Vojkovice u Židlochovic v Dyjsko-svrateckém úvalu, na soutoku Svratky a Vojkovického náhonu. Obcí prochází cyklistická stezka z Brna do Vídně. Žije zde přibližně 1 200 obyvatel.

## Název
Na vesnici bylo přeneseno původní pojmenování jejích obyvatel Vojkovici, které bylo odvozeno od osobního jména Vojek (což byla domácká podoba některého jména obsahujícího -voj-, např. Vojslav, Vojtěch, Bořivoj, Budivoj) a znamenalo „Vojkovi lidé“.

## Historie
V polní trati Vojkovické nivy byly během archeologických výzkumů nalezeny jednoduché kamenné nástroje o stáří více než 100 tisíc let a osídlení přetrvávající od neolitu. V průběhu různých pravěkých období se zde od té doby nacházela sídliště a pohřebiště.
První písemná zmínka o obci pochází z listiny biskupa Jindřicha Zdíka z roku 1131. V letech 1980–1990 byly Vojkovice součástí Židlochovic.
Koncem října 2008 byla uvedena do provozu fotovoltaická elektrárna, skládá se z téměř 7500 panelů a má výkon 0,6 MW.
Do roku 2006 byl starostou obce Jaroslav Žák. Tehdy ho vystřídal Karel Klein, který funkci obhájil i po volbách v letech 2010, 2014 a 2018. Roku 2022 byla starostkou zvolena právnička Jitka Šmídová.

## Obyvatelstvo
| Rok            | 1869 | 1880 | 1890 | 1900 | 1910 | 1921 | 1930 | 1950 | 1961 | 1970 | 1980 | 1991 | 2001 | 2011  | 2021  |
| -------------- | ---- | ---- | ---- | ---- | ---- | ---- | ---- | ---- | ---- | ---- | ---- | ---- | ---- | ----- | ----- |
| Počet obyvatel | 598  | 645  | 674  | 643  | 683  | 777  | 822  | 804  | 861  | 839  | 888  | 965  | 990  | 1 082 | 1 207 |
| Počet domů     | 109  | 118  | 119  | 120  | 131  | 149  | 194  | 199  | 206  | 205  | 238  | 284  | 310  | 364   | 386   |

Vývoj počtu obyvatel

## Pamětihodnosti
- Kostel sv. Vavřince
- Boží muka[9]
- Socha sv. Floriána u mlýna[10]
- Socha sv. Jana Nepomuckého[11]
- Vojkovický mlýn[12]
- Socha Josefa II. (dnes v zasedací místnosti obecního úřadu)[13]
- Pomník padlým[14]

## Galerie

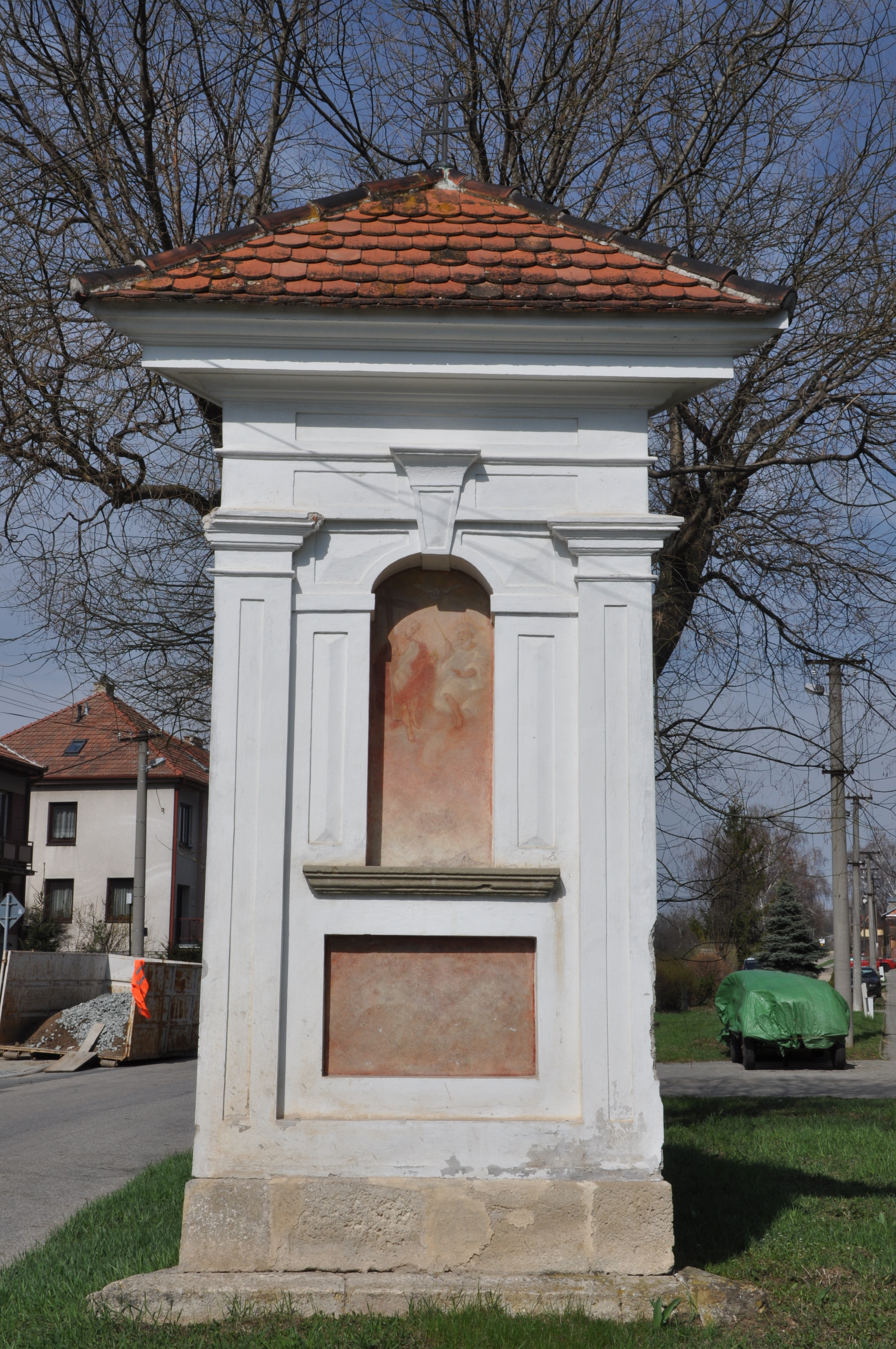
Boží muka u nádraží
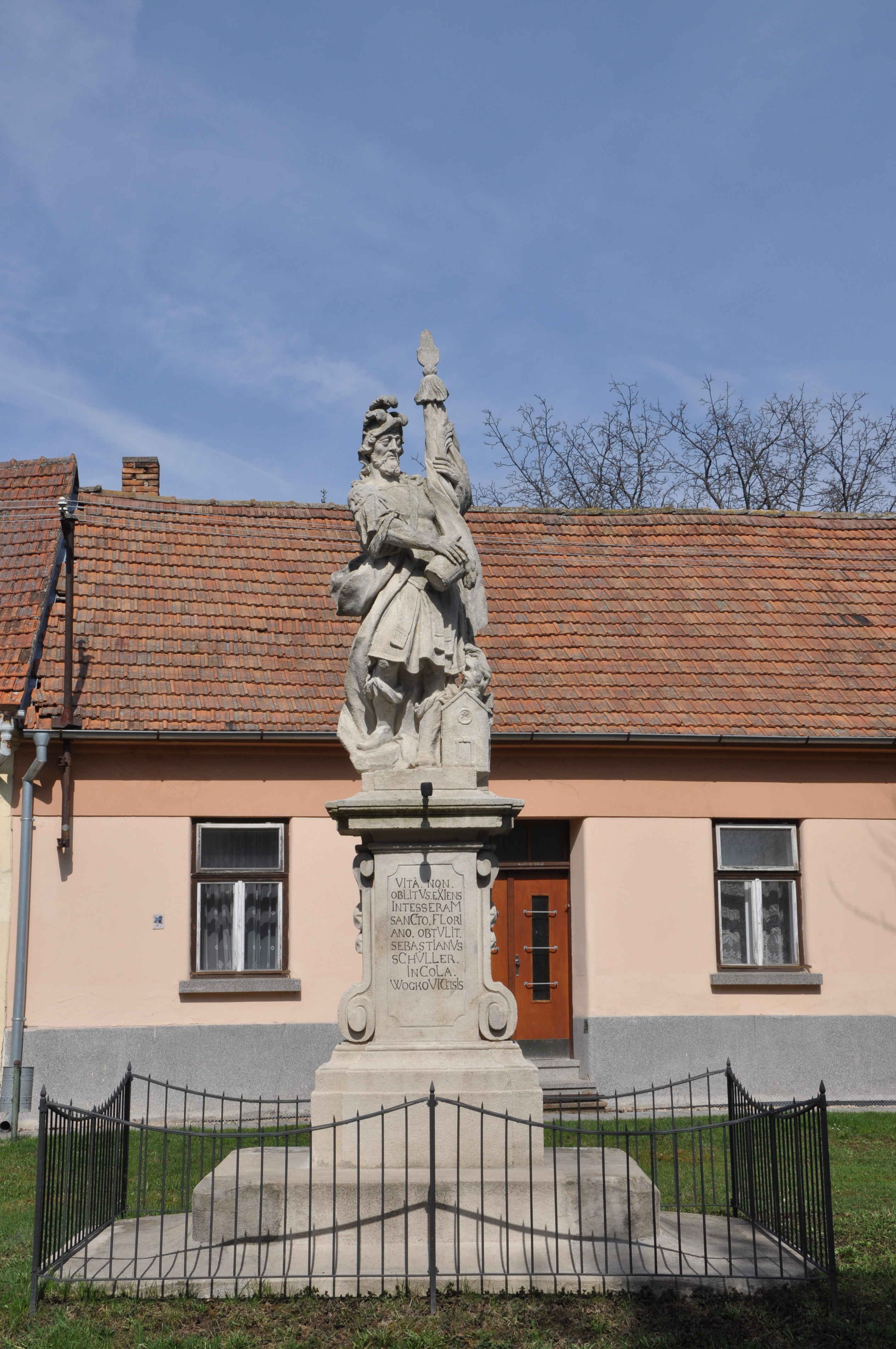
Socha sv. Floriána
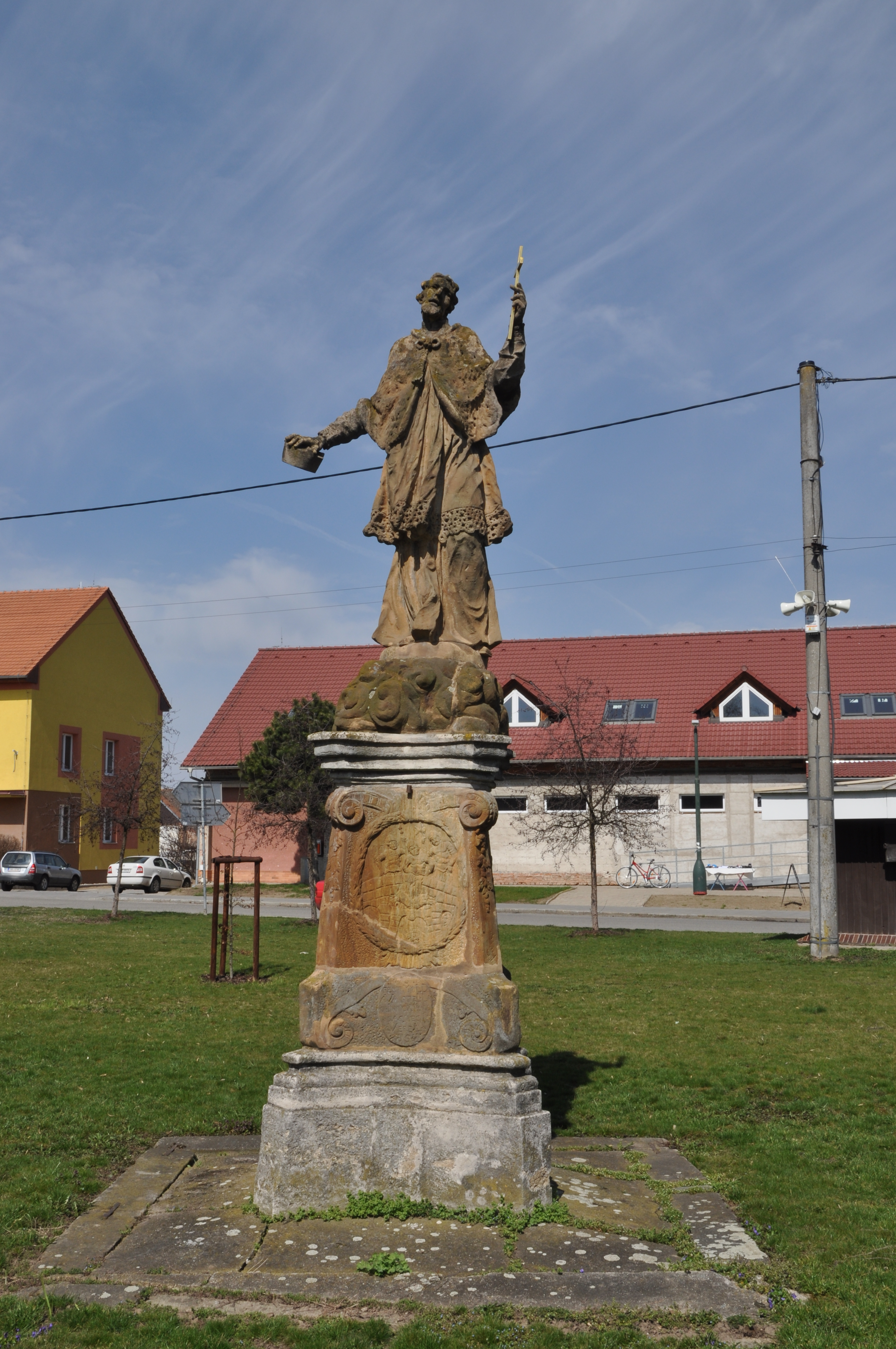
Socha sv. Jana Nepomuckého
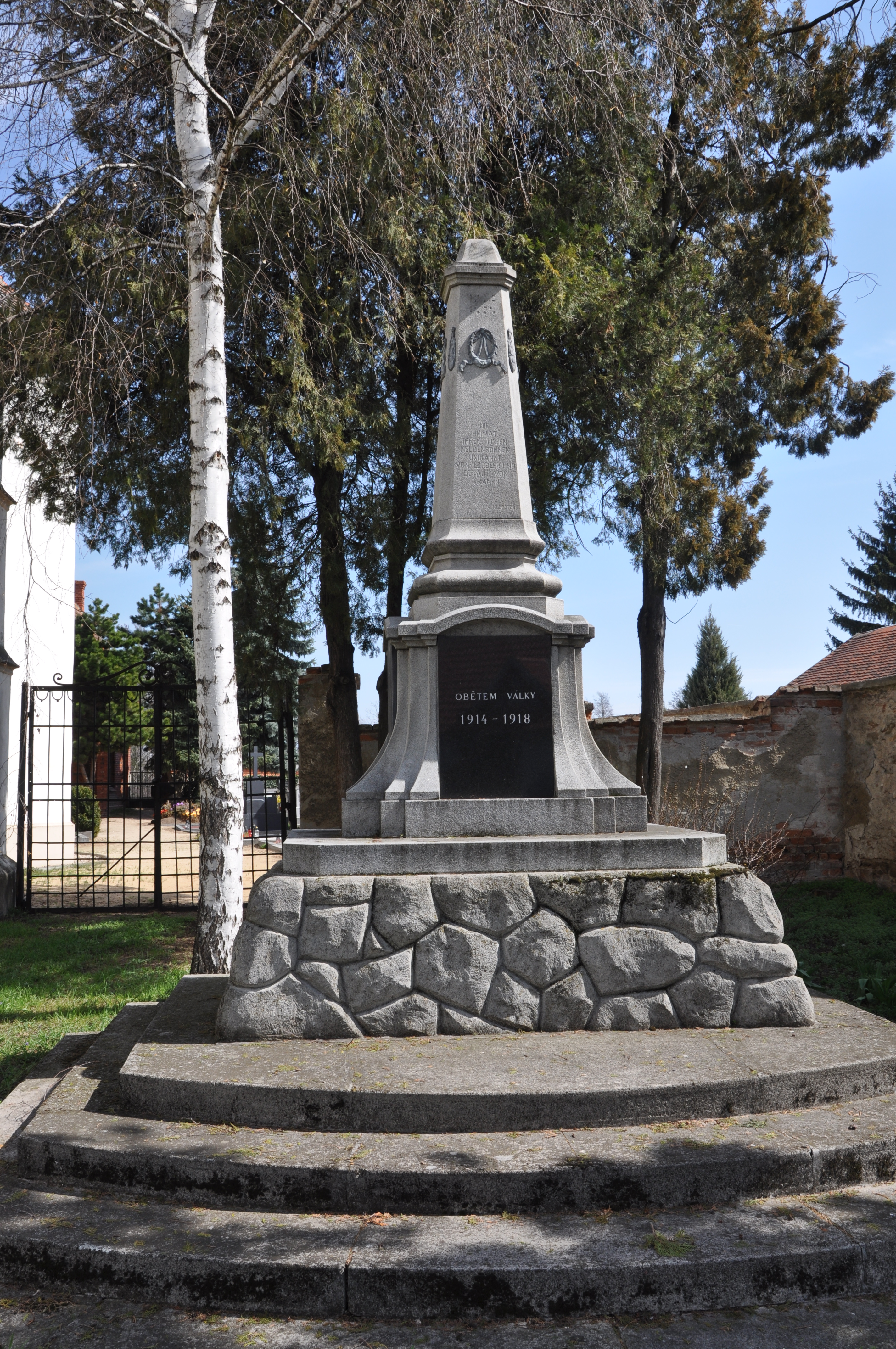
Pomník padlým